# Guerreras Volleyball Club 2019
Questa voce raccoglie le informazioni riguardanti il Guerreras Volleyball Club nella stagione 2019.

## Stagione
Il Guerreras Volleyball Club partecipa al campionato di Liga de Voleibol Superior, classificandosi al quarto e ultimo posto in regular season e restando, pertanto, fuori dai play-off scudetto.

## Organigramma societario
Area direttiva
- Presidente: Rafael Cordero
- Direttore delle operazioni: Dante Mañón

Area tecnica
- Allenatore: Alexandre Ceccato (fino al 13 marzo 2019[2]), Samuel Santiago (dal 13 marzo 2019[2])
- Assistente allenatore: Samuel Santiago (fino al 13 marzo 2019[2]), Alexander Gutiérrez

Area sanitaria
- Fisioterapista: Roberto Núñez

## Rosa
| N° | Nome                  | Ruolo | Data di nascita   | Nazionalità sportiva |
| -- | --------------------- | ----- | ----------------- | -------------------- |
| 1  | Ailyn Liberato        | S     | 5 aprile 2005     | Rep. Dominicana      |
| 3  | Erika González        | P     | 19 settembre 2002 | Rep. Dominicana      |
| 4  | Dahiana Burgos        | S     | 7 aprile 1985     | Rep. Dominicana      |
| 5  | Laura Paniagua        | L     | 14 aprile 2003    | Rep. Dominicana      |
| 6  | Jarolin de los Santos | C     | 6 settembre 2002  | Rep. Dominicana      |
| 7  | Niverka Marte         | P     | 19 ottobre 1990   | Rep. Dominicana      |
| 8  | Johanna Montero       | O     | 8 aprile 2001     | Rep. Dominicana      |
| 9  | Angélica Hinojosa     | C     | 10 gennaio 1997   | Rep. Dominicana      |
| 10 | Larysmer Martínez     | L     | 18 ottobre 1996   | Rep. Dominicana      |
| 11 | Jeoselyna Rodríguez   | O     | 9 dicembre 1991   | Rep. Dominicana      |
| 12 | Joeliza Fis           | P     | 1º febbraio 2003  | Rep. Dominicana      |
| 14 | Prisilla Rivera       | S     | 29 dicembre 1984  | Rep. Dominicana      |
| 19 | Radaisy Valdez        | C     | 19 settembre 1999 | Rep. Dominicana      |
| 23 | Gerleny Mercedes      | S     | 16 gennaio 1998   | Rep. Dominicana      |
| 25 | Estefanny Almonte     | S     | 17 dicembre 1987  | Rep. Dominicana      |

## Mercato
| Acquisti | Acquisti          | Acquisti          | Acquisti   |
| R.       | Nome              | da                | Modalità   |
| -------- | ----------------- | ----------------- | ---------- |
| P        | Niverka Marte     | Deportivo Géminis | definitivo |
| O        | Johanna Montero   | ?                 | definitivo |
| S        | Prisilla Rivera   | Caribeñas         | definitivo |
| C        | Radaisy Valdez    | ?                 | definitivo |
| S        | Gerleny Mercedes  | ?                 | definitivo |
| S        | Estefanny Almonte | ?                 | definitivo |

| Cessioni | Cessioni         | Cessioni          | Cessioni   |
| R.       | Nome             | a                 | Modalità   |
| -------- | ---------------- | ----------------- | ---------- |
| P        | Niverka Marte    | Deportivo Géminis | definitivo |
| S        | Erasma Moreno    | Caribeñas         | definitivo |
| P        | Lisette Jiménez  | ?                 | definitivo |
| S        | Sarah Ángel      | ?                 | definitivo |
| L        | Ana Binet        | Caribeñas         | definitivo |
| O        | Yanelis Cabada   | ?                 | definitivo |
| C        | Jineiry Martínez | Aydın BB          | definitivo |

## Statistiche

### Statistiche di squadra
| Competizione | Punti | In casa | In casa | In casa | In trasferta | In trasferta | In trasferta | Totale | Totale | Totale |
| Competizione | Punti | G       | V       | P       | G            | V            | P            | G      | V      | P      |
| ------------ | ----- | ------- | ------- | ------- | ------------ | ------------ | ------------ | ------ | ------ | ------ |
| LVS          | 13    | 0       | 0       | 0       | 0            | 0            | 0            | 9      | 1      | 8      |
| Totale       | -     | 0       | 0       | 0       | 0            | 0            | 0            | 9      | 1      | 8      |

G = partite giocate; V = partite vinte; P = partite perse